# Marquesado de Villarreal de Álava
El marquesado de Villarreal de Álava es un título nobiliario español creado por la reina regente María Cristina de Habsburgo Lorena y concedido, en nombre del rey Alfonso XIII, a María del Carmen de Velasco y Palacios —hija de Juan de Velasco y Fernández de la Cuesta, I marqués de Villa Antonia, y de su mujer María Antonia de Palacios y Gaytán de Ayalael— el 14 de noviembre de 1889 por real decreto y el 5 de febrero de 1890 por real despacho.
Su denominación hace referencia a la localidad española de Villarreal de Álava, en la provincia de Álava (País Vasco).

## Marqueses de Villarreal de Álava
|                           | Titular                                | Periodo                   |
| Creación por Alfonso XIII | Creación por Alfonso XIII              | Creación por Alfonso XIII |
| ------------------------- | -------------------------------------- | ------------------------- |
| I                         | María del Carmen de Velasco y Palacios | 1890-1919                 |
| II                        | José María de Palacio y de Velasco     | 1921-1945                 |
| III                       | José María de Palacio y de Palacio     | 1961-1997                 |
| IV                        | José María de Palacio y Oriol          | 1999-hoy                  |

## Historia de los marqueses de Villarreal de Álava
La lista de los marqueses de Villarreal de Álava, junto con sus fechas de sucesión en el título, es la que sigue:
- María del Carmen de Velasco y Palacios (1859-1919), I marquesa de Villarreal de Álava y dama Cruz Pro Ecclesia et Pontifice.

Se casó con José María de Palacio y de Palacio, VI marqués de Casa Palacio, el 29 de enero de 1881, en Corvera (Murcia). El 23 de febrero de 1921 le sucedió su hijo:
- José María de Palacio y de Velasco (1882-1945), II marqués de Villarreal de Álava, VII marqués de Casa Palacio, III marqués de Matonte.

Se casó en Madrid con María Asunción de Orellana y Ulloa, XII marquesa de la Conquista, el 20 de junio de 1907. Murió el 25 de junio de 1945 sin descendientes legítimos. El 2 de junio de 1961 le sucedió el hijo habido entre su hermano Luis María de Palacio y de Velasco, VIII marqués de Casa Palacio y IV marqués de Matonte, y María Isabel de Palacio y de Espalza, el que era, por tanto, su sobrino:
- José María de Palacio y de Palacio (1915-1997), III marqués de Villarreal de Álava, IX marqués de Casa Palacio, caballero maestrante de Zaragoza, del Real Cuerpo Colegiado de la Nobleza de Madrid, de la Real Hermandad del Santo Cáliz de Valencia, de la Noble Esclavitud de San Juan Evangelista de La Laguna, infanzón de Illsecas, de la Orden de Malta y de la del Santo Sepulcro.

El 11 de octubre de 1945 se casó, en Madrid, con María Sacramento de Oriol y de Urquijo. El 10 de noviembre de 1999, tras la petición cursada el 24 de junio de ese año (BOE del 12 de julio), le sucedió su hijo:
- José María de Palacio y de Oriol, IV marqués de Villarreal de Álava.[3]